# Anea
Anea (in greco antico: Ἄναια?) era una polis dell'antica Grecia ubicata nella regione della Ionia.

## Storia
Secondo Pausania, soldati di Efeso, comandati da Androclo, ottennero una vittoria a Samo ed espulsero gli abitanti dall'isola, i quali si diressero e in parte fondarono Samotracia e altri Anea, che provvidero a fortificare. Dieci anni dopo, l'esercito di Anea attaccò Samo, espulse gli efesini recuperando l'isola.
Strabone localizza Anea nei pressi di Panionio e dice che in precedenza era appartenuta agli efesini mentre nella sua epoca apparteneva a Samo, che la avevano scambiata con gli efesini cedendo loro la città di Maratesio. Non è nota la data in cui avvenne questo scambio.
Durante la guerra del Peloponneso, Anea era abitata da cittadini di Samo che erano stati banditi dalla loro isola dopo una ribellione nel 439 a.C. e sostenevano gli spartani durante la guerra. L'esercito ateniese di Lisicrate venne attaccato da soldati di Caria e di Anea, mentre rastellava fondi e attraversava la piana del fiume Meandro. Lisicrate e il suo esercito vennero uccisi durante l'attacco. Un'ambasciata di Anea si diresse ad Efeso, nel 428 a.C., per intercedere per i prigionieri tenuti dallo spartano Alcida, sottolineando che molti di questi prigionieri erano stati costretti ad essere alleati degli Ateniesi e che se lasciati liberi sarebbero diventati suoi alleati. Alcida accolse le richieste degli ambasciatori di Anea e liberò molti prigionieri. Nel 411 a.C., gli spartani annoveravano nella loro flotta una nave di Anea.
Nel periplo di Scilace viene citata Anea come appartenente al territorio di Samo.